# Szeged ostroma (1543)
Szeged ostroma 1543. télutóján zajlott le, amikor a törökök elfoglalták a várost. Vannak akik az ostromot még 1542 végére teszik.

## Előzmények
1541-ben I. Szulejmán Erdély és a Tiszántúl kormányzását Izabella királynénak és János Zsigmondnak hagyta, amelybe beletartozott Szeged is, de a város katonasága I. Ferdinánd pártján állt.
Mivel az Erdélyt kormányzó Fráter György a Gyaluban kötött egyezmény értelmében átadta az országot a főhercegnek, ezért az sereget küldött Buda visszafoglalására, de a hadjárat kudarcba fulladt. Emiatt zavaros helyzet alakult ki Erdélyben. A budai pasa Jahjaoglu Mehmed felkívánt lépni György barát ellen és seregét Szegedre küldte. A török sereg közeledtére a katonák elmenekültek, mire a városvezetés a török megtorlástól való félelmében négytagú küldöttséget menesztett a pasához, amely Zákány István főbíróból, Csütörtök László és Budai István, valamint Somlyai Pál elöljárókból állt. A küldöttek megpróbáltak bocsánatért esedezni a pasa előtt, aki azonban se szó, se beszéd lefejeztette őket.

## Szeged feldúlása
Egyes források szerint Szeged lakossága ellenállt volna, mások szerint a törökök nem akadtak ellenállóra a városban és egyszerűen mészárlást hajtottak végre Szegeden. Belényi Gergely reformátor, aki szegedi születésű volt, Kálvin Jánosnak írt levelében azt írja, hogy a meg nem ölt lakosokat a pasa elhurcolta Törökországba, míg a felfegyverzett polgárok Tóth Mihály bíró vezetésével elmenekültek Kassára és Nagyszombatba.
Csorba Csaba történész kutatásai azonban mást mutatnak, amelyet egy Vég-Gyula várának históriája'1 c. könyvre alapoz. Ezek szerint Tóth ellenállást kísérelt meg, de gyorsan legyűrték őket, a várost kifosztották, felgyújtották, majd helyőrséget hagytak hátra.
A feljegyzésekből kitűnik, hogy Szeged lakossága már többször kérte a város megerősítését, mert a nyílt alföldi rónán ki voltak téve a török támadásoknak. A várat a Habsburg katonaság 1542-ben megszállta ugyan, miután a szegediek meghódoltak Ferdinánd előtt, ez viszont kiváltotta a török haragját, ezért Mehmed rendkívül kegyetlen eszközhöz folyamodott a város megbüntetésére.
Tóth Mihály később is harcolt Szeged környékén a törökök ellen, egyik alkalommal egy rosszul végrehajtott akcióban sok katonáját is elvesztette. 1552-ben Temesvár felmentésével próbálkozott, akkor is vereséget szenvedett.
Szeged elfoglalása egyúttal biztosítása is volt a szultáni fősereg útvonalának. Erdélyben György baráték Szeged elfoglalása után komolyan féltek attól, hogy a gyalui egyezmény miatt török és tatár seregek fognak az országra zúdulni, ezért megpróbálták beszedni a szultán által igényelt 10 ezer forint adót és törekedtek úgy tenni, mintha nem állnának a főherceg pártján.
A budai pasa által szandzsáknak megtett Szeged parancsnoka bizonyos Dervis bég lett, akit felrendeltek Esztergom ostromára. Július 28-án Dervis bég Vácra ment, mivel a nógrádi várból rajtaütést szimatoltak a törökök, ami Vác ellen készül. Dervis két napig figyelt Nógrád alatt, de mivel híre se volt keresztény katonáknak, ezért Pestre ment.
Ugyanebben az időszakban valahol Szeged környékén a moldvai vajda innen nyomult be Magyarország területére, akit szintén csatlakozásra szólítottak fel, később pedig Erdély ellen viselt háborút.